# Митрови Крсти
Митрови Крсти (мкд. Митрој Крсти) су насељено место у Северној Македонији, у северозападном делу државе. Митрови Крсти припадају општини Гостивар.

## Географски положај
Насеље Митрови Крсти је смештено у северозападном делу Северне Македоније. Од најближег већег града, Гостивара, насеље је удаљено 9 km јужно.
Митрови Крсти се налазе у горњем делу историјске области Полог. Насеље је положено на на североисточним падинама планине Бистре. Надморска висина насеља је приближно 850 метара.
Клима у насељу је планинска.

## Историја
Почетком 20. века Митрови Крсти су били насељени православним Словенима, све верницима Српске православне цркве.

## Становништво
По попису становништва из 2002. године Митрови Крсти су били без становника.